# Raïon de Iourino
Le raïon de Iourino (russe : Ю́ринский райо́н;  mhr:Йӱрнӧ кундем, Jürnö kundem) est un raïon de la république des Maris en Russie.

## Présentation
Le raïon Iourinski est situé sur la rive gauche de la Volga dans l'ouest de la république des Maris.
La superficie du raïon est de 2 154 km2.
Son centre administratif est la commune urbaine de Iourino.
Le raïon Iourinski est bordé par le raïon Voskresenski et le raïon Vorotynski de l'oblast de Nijni Novgorod, par le raïon Kilémarski à l'est et le raïon Gornomariiski au sud.
Plus de 75% du territoire du raïon est occupé par des forêts, la surface est majoritairement plane.
Les rivières Volga, Vetlouga, Lounda, Dorogoucha traversent le raïon qui compte aussi beaucoup de petites rivières, ruisseaux et lacs.
Les principales sources de matières premières sont les tourbières, les gisements d'argile et de sable des gisements de Maryinskoïe et de Zinovievskoïe.

## Démographie
La population du raïon Iourinski a évolué comme suit:
| 1939   | 1959   | 1979   | 1989   | 2002   |
| ------ | ------ | ------ | ------ | ------ |
| 32 151 | 33 039 | 19 272 | 14 561 | 11 487 |

| 2005   | 2009  | 2011  | 2015  | 2019  |
| ------ | ----- | ----- | ----- | ----- |
| 10 800 | 9 938 | 8 729 | 7 896 | 7 059 |

| 2021  | - | - | - | - |
| ----- | - | - | - | - |
| 6 590 | - | - | - | - |

## Galerie

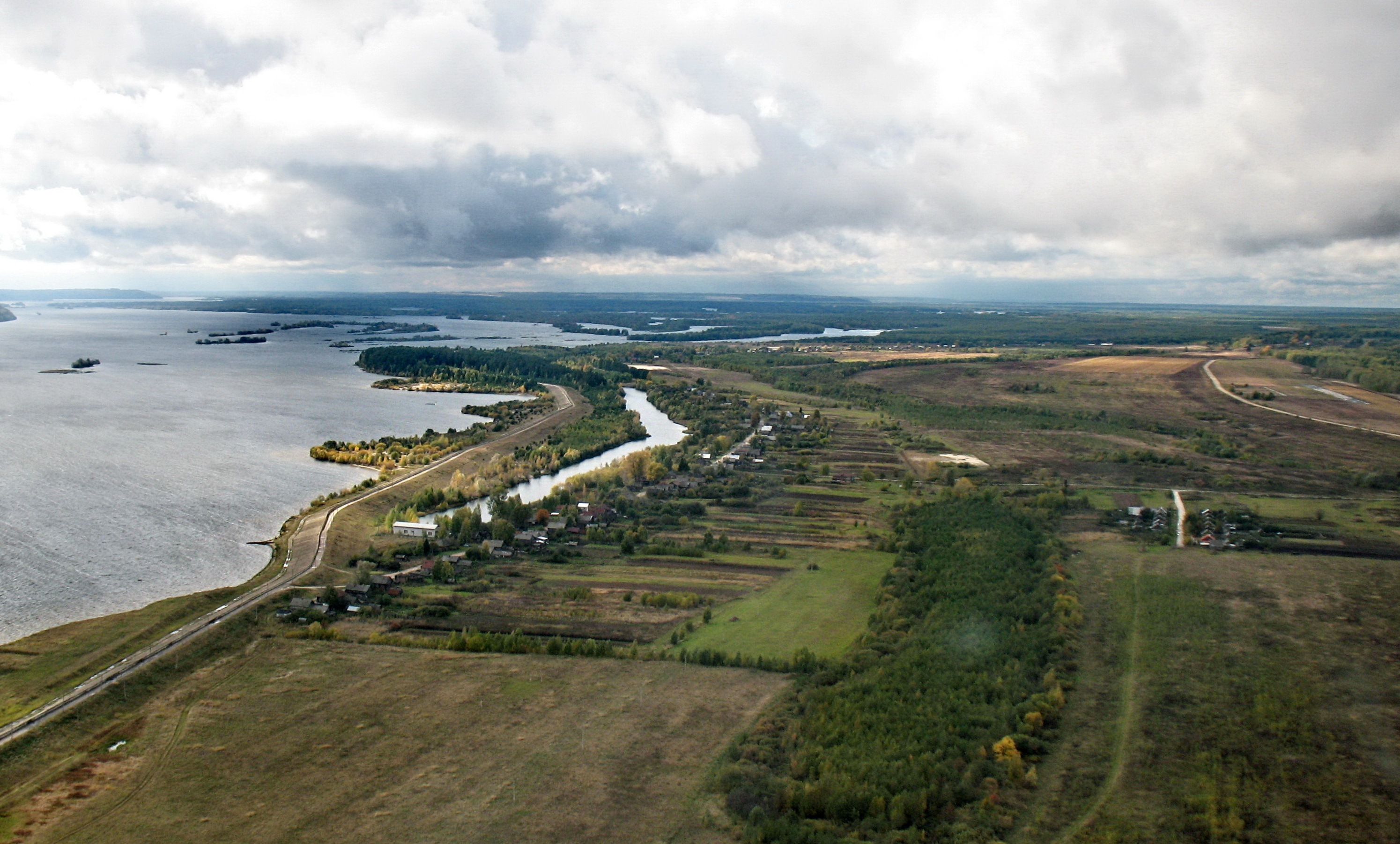
Vue aérienne d'Yourino.